# Lentechi (plaats)
Lentechi (Georgisch: ლენტეხის) is een zogeheten 'nederzetting met stedelijk karakter' (daba) in het noordwesten van Georgië in de regio Ratsja-Letsjchoemi en Kvemo Svaneti en heeft ruim 1.000 inwoners (2024). De plaats is het bestuurlijk centrum van de gelijknamige gemeente en ligt op de rechteroever van de Tschenistskali op 760 meter boven zeeniveau. Lentechi ligt ongeveer 60 km ten noorden van de stad Koetaisi en hemelsbreed ruim 200 kilometer ten noordwesten van Tbilisi.

## Geschiedenis
Na het uiteenvallen van het Koninkrijk Georgië in de 15e eeuw lag Lentechi in het vorstendom Neder-Svanetië (Kvemo-Svaneti) tot de annexatie door het Russische Rijk in de jaren 1857-1859. Lentechi kwam vervolgens in het Oejezd Letsjchoemi van het Gouvernement Koetais te liggen met de hoofdplaats Tsageri. In 1930 werd het gebied rond Lentechi uitgeroepen tot rajon Kvemo Svaneti (Neder-Svanetië), met de plaats Lentechi als centrum en werd het in 1953 hernoemd in rajon Lentechi hernoemd. Het dorp Lentechi werd in 1969 gepromoveerd naar een 'nederzetting met stedelijk karakter' (დაბა, daba).

## Geografie
Lentechi ligt middenin subgebergtes van de Grote Kaukasus, hemelsbreed 45 km ten noordwesten van de regionale hoofdstad Ambrolaoeri, bij de samenvloeiing van drie rivieren. De Laskadoera en Cheledoela rivieren zijn beide rechterzijrivieren van de Tschenistskali die alle drie op dezelfde plek samenkomen. Deze drie rivieren vormen de scheiding tussen het Egrisigebergte ten zuidwesten, het Letsjchoemigebergte ten zuidoosten en het Svanetigebergte ten noorden van Lentechi. De bergtoppen direct rond Lentechi reiken tussen de 2.000 en 3.000 meter boven zeeniveau.

## Demografie
Begin 2024 had Lentechi 1.008 inwoners, een groei van 8% ten opzichte van de volkstelling in 2014. De bevolking van Lentechi bestaat geheel uit Georgiërs, met name Svaneten.
| Jaar                                                             | 1939  | 1959 | 1970  | 1979  | 1989  | 2002  | 2014 | 2020  | 2024  |
| ---------------------------------------------------------------- | ----- | ---- | ----- | ----- | ----- | ----- | ---- | ----- | ----- |
| Aantal                                                           | 1.000 | 854  | 1.772 | 1.873 | 1.995 | 1.739 | 947  | 1.008 | 1.008 |
| Verantwoording data: Bevolkingsstatistiek Georgië 1897 tot heden |       |      |       |       |       |       |      |       |       |

## Vervoer
Lentechi is via de nationale route Sh15 verbonden met Koetaisi en de andere centra van Ratsja-Letsjchoemi, en met Mestia in Boven-Svanetië. Het is de levensader voor Lentechi met de rest van Georgië. Het dichtstbijzijnde vliegveld is in Ambrolaoeri.

## Geboren
- Tengiz Sigoea (1934-2020), premier van Georgische SSR (1990-1991), premier van Georgië (1992-1993)